# 戈氏姬地鸠
戈氏姬地鸠（学名：Geopelia placida）是鸠鸽科姬地鸠属的一种，原生于澳大利亚和新几内亚。 本种与东南亚的斑姬地鸠和帝汶姬地鸠的为近缘物种，三者曾被当成同一物种。

## 形态

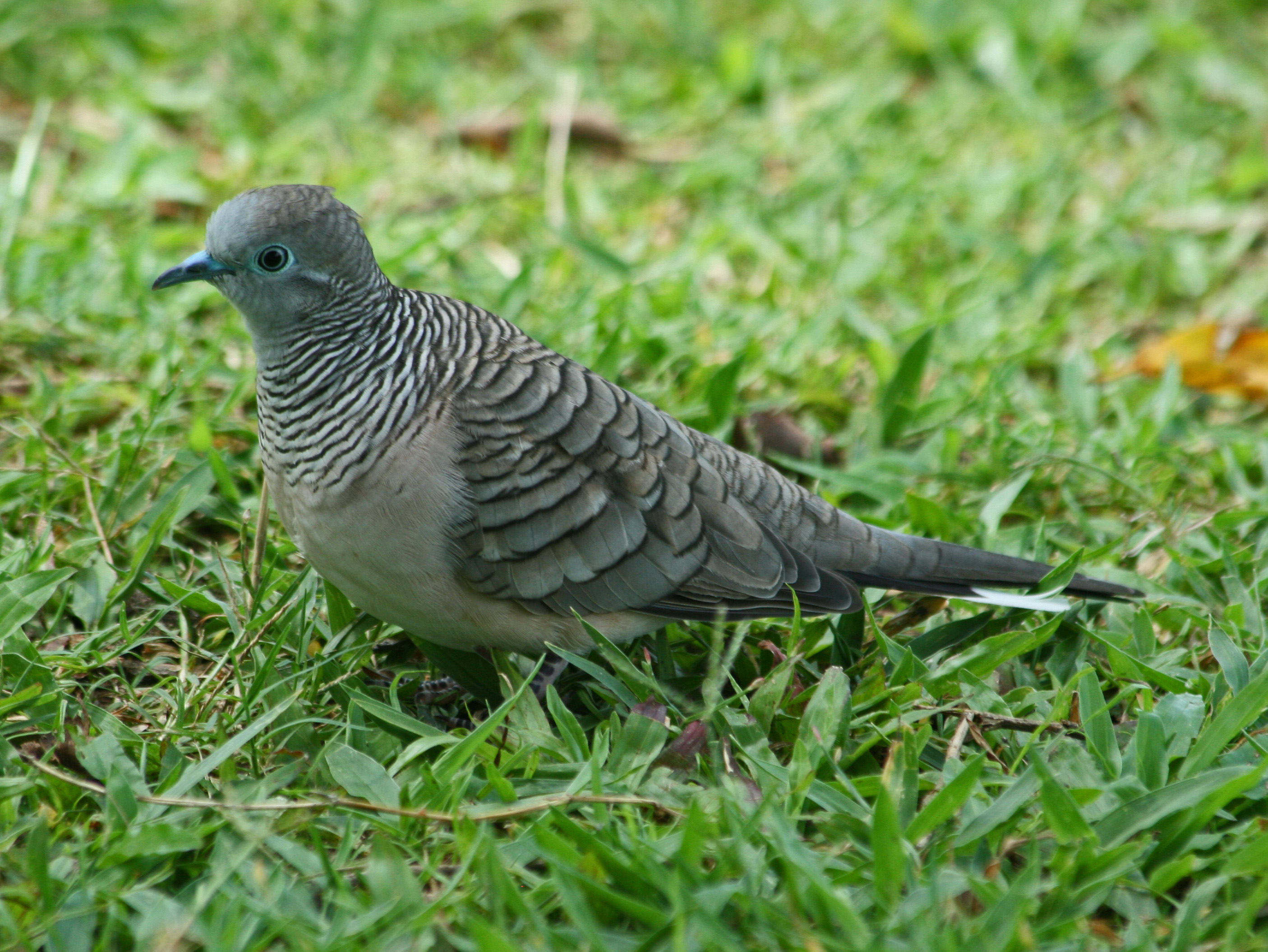
摄于澳大利亚凯恩斯

本种是相对较小的鸽类，体长从从19到21厘米（7.6至8.4英寸）不等。胸部呈灰红色，翅膀有灰褐色的花纹， 颈部至后背被黑色的细条纹所环绕。眼睛为浅灰色至白色，蓝灰色条纹从眼周延伸至喙。亚成体身上的斑纹暗淡，它们的眼眶颜色也较浅。近缘物种斑肩姬地鸠的颈背羽毛也有相似的条纹，但其喉咙部位并没有像本种一样的横纹。此外，本种颈背的羽毛偏灰褐色，而斑肩姬地鸠则为鲜艳的古铜色。
戈氏姬地鸠的叫声变化有高音“嘟啲嘟”、“咕咕咕”及响亮的“咕噜”等等。

## 习性

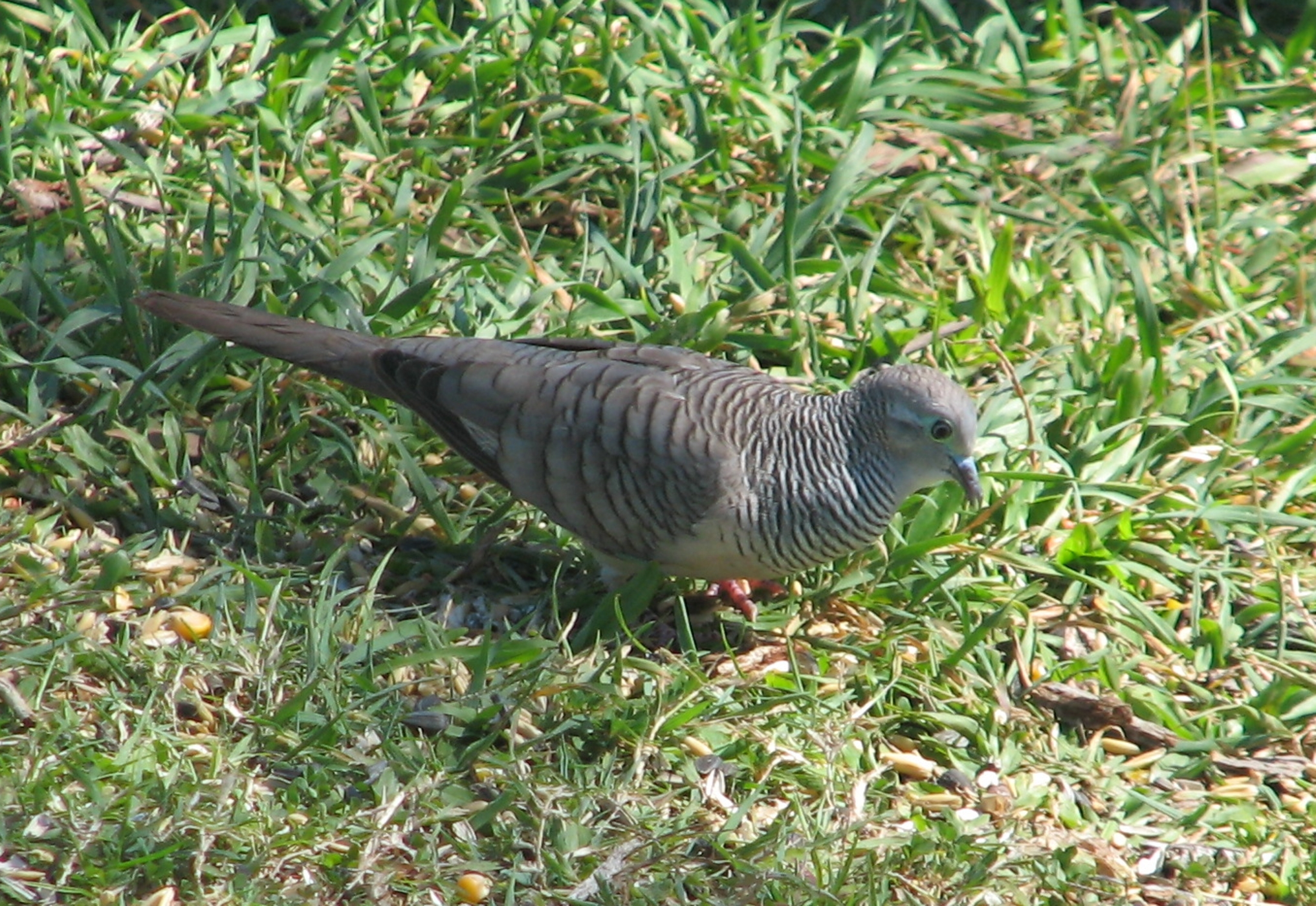
位于昆士兰州中部阿翁卡湖的戈氏姬地鸠

戈氏姬地鸠经常成对或小群出没、在地面上觅食，常见于公园及街道上。灌木丛、林地、水道、铁轨间、热带雨林边缘地带均有其踪影。当不在地上觅食时，就会在树木上栖息。
本种飛行迅速、呈波状运动，翅膀同时会发出呼啸声。

## 筑巢
10月到1月为本种在澳大利亚南部的繁殖季节，在澳大利亚北部则从3月至6月。鸠巢一般都筑在树木的横干上，会下两个白色的蛋。繁殖期的戈氏姬地鸠会对其它鸟类具有攻击性。

## 分布
本种的分布范围遍及整个澳洲，只有塔斯马尼亚、维多利亚州南部和澳洲西南部除外。然而，由于受外来种珠颈斑鸠（Streptopelia chinensis）竞争影响，本种的分布范围正在缩小。在新几内亚，它们主要分布于本岛的南部，北部几个地方和阿鲁群岛也有分布。

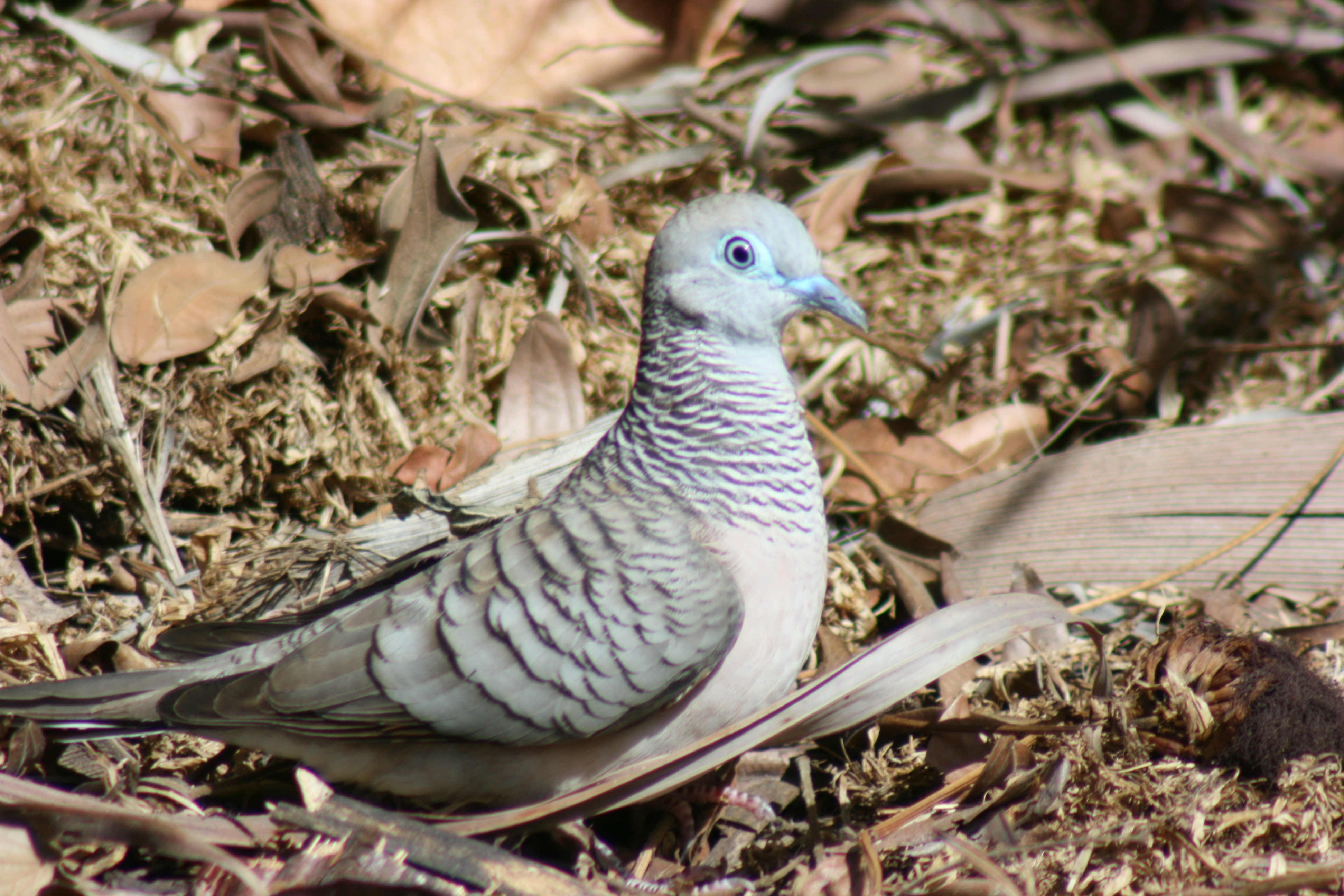
摄于澳大利亚凯恩斯